# Friuli-Venezia Giulia vasútállomásainak listája

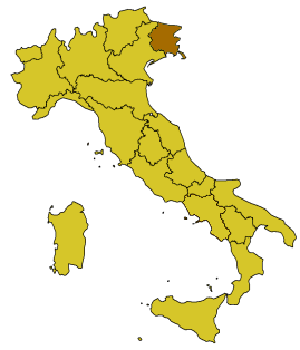
Friuli-Venezia Giulia régió elhelyezkedése Olaszországban

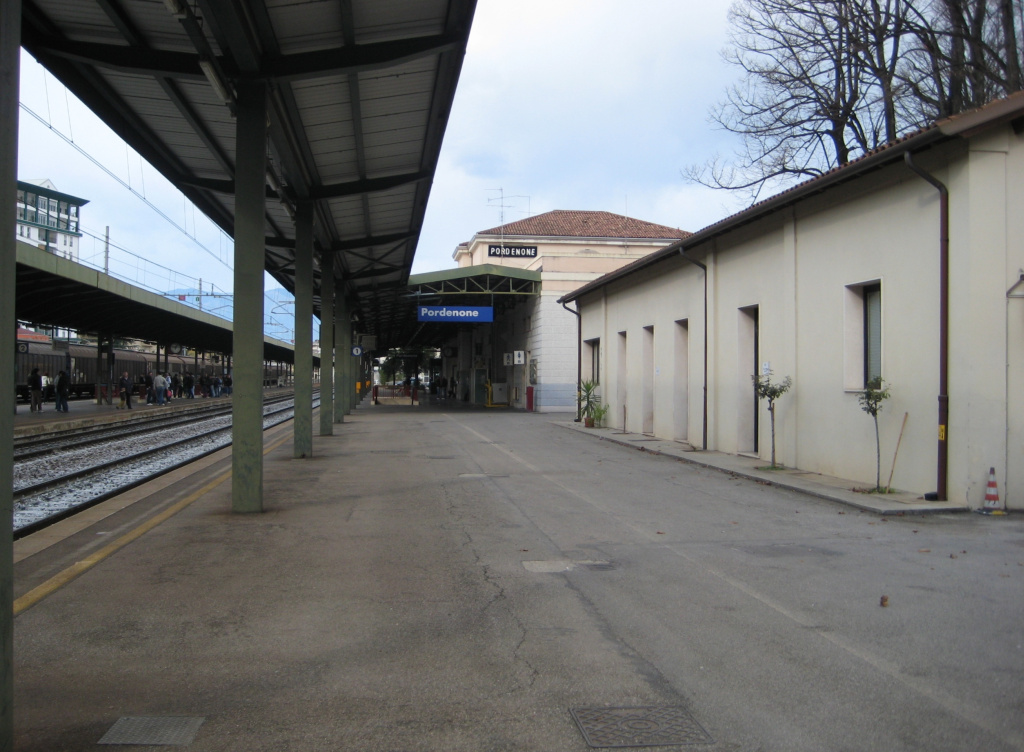
Stazione di Pordenone

Ez a lista az olasz Friuli-Venezia Giulia régió vasútállomásait sorolja fel ábécé sorrendben.

## A lista
| Állomás neve                          | Cím                             | Közigazgatási egység     | Megye | Hálózat       | Kategória |
| ------------------------------------- | ------------------------------- | ------------------------ | ----- | ------------- | --------- |
| Stazione di Artegna                   | Viale Stazione                  | Artegna                  | UD    | RFI           | bronz     |
| Stazione di Basiliano                 | Via Marconi, 14                 | Basiliano                | UD    | RFI           | bronz     |
| Stazione di Bivio d'Aurisina          | Aurisina Cave, 29/A             | Duino-Aurisina           | TS    | RFI           | bronz     |
| Stazione di Buttrio                   | Salita Stazione, 4              | Buttrio                  | UD    | RFI           | bronz     |
| Stazione di Carnia                    | Viale Stazione, 5               | Venzone                  | UD    | RFI           | bronz     |
| Stazione di Casarsa                   | Via IV Novembre, 7              | Casarsa della Delizia    | PN    | RFI           | ezüst     |
| Stazione di Cervignano-Aquileia-Grado | Viale Stazione, 33              | Cervignano del Friuli    | UD    | RFI           | ezüst     |
| Stazione di Codroipo                  | Piazzale Oberdan                | Codroipo                 | UD    | RFI           | ezüst     |
| Stazione di Cordovado-Sesto           | Via FerroVia                    | Cordovado                | PN    | RFI           | bronz     |
| Stazione di Cormons                   | Via A.De Gasperi, 16            | Cormons                  | GO    | RFI           | ezüst     |
| Stazione di Cusano                    | Viale Poincicco 19              | Zoppola                  | PN    | RFI           | bronz     |
| Stazione di Fontanafredda             | Via IV Novembre, 62             | Fontanafredda            | PN    | RFI           | bronz     |
| Stazione di Gemona del Friuli         | Piazzale della Stazione, 2      | Gemona del Friuli        | UD    | RFI           | ezüst     |
| Stazione di Gorizia Centrale          | Piazza Martiri della Libertà, 1 | Gorizia                  | GO    | Centostazioni | ezüst     |
| Stazione di Latisana-Lignano-Bibione  | Viale Stazione, 132             | latisana                 | UD    | RFI           | ezüst     |
| Stazione di Manzano                   | Viale Stazione                  | Manzano                  | UD    | RFI           | bronz     |
| Stazione di Miramare                  | Via Beirut 11/13                | Trieszt                  | TS    | RFI           | bronz     |
| Stazione di Monfalcone                | Piazza della Stazione, 1        | Monfalcone               | GO    | Centostazioni | ezüst     |
| Stazione di Muzzana del Turgnano      | Via degli Orti, 22              | Muzzana del Turgnano     | UD    | RFI           | bronz     |
| Stazione di Palazzolo dello Stella    | Via dell'Emigrante, 8           | Palazzolo dello Stella   | UD    | RFI           | bronz     |
| Stazione di Palmanova                 | Piazzale Roma, 4                | Palmanova                | UD    | RFI           | ezüst     |
| Stazione di Pontebba                  | Via Cesare Battisti, 7          | Pontebba                 | UD    | RFI           | bronz     |
| Stazione di Pordenone                 | Via Pola 1                      | Pordenone                | PN    | Centostazioni | arany     |
| Stazione di Ronchi dei Legionari Nord | Via Stazione Nord, 5            | Ronchi dei Legionari     | GO    | RFI           | bronz     |
| Stazione di San Giorgio di Nogaro     | Via Libertà, 1                  | San Giorgio di Nogaro    | UD    | RFI           | ezüst     |
| Stazione di San Giovanni al Natisone  | Piazzale Magnani, 8             | San Giovanni al Natisone | UD    | RFI           | bronz     |
| Stazione di San Giovanni di Casarsa   | Via Runcis                      | Casarsa della Delizia    | PN    | RFI           | bronz     |
| Stazione di San Vito al Tagliamento   | Via della Stazione              | San Vito al Tagliamento  | PN    | RFI           | ezüst     |
| Stazione di Sacile                    | Piazza della Libertà, 1         | Sacile                   | PN    | RFI           | ezüst     |
| Stazione di Sagrado                   | V. Stazione, 2                  | Sagrado                  | GO    | RFI           | ezüst     |
| Stazione di Sistiana-Visogliano       | Via della FerroVia              | Duino-Aurisina           | TS    | RFI           | bronz     |
| Stazione di Tarcento                  | Via della FerroVia, 18          | Tarcento                 | UD    | RFI           | bronz     |
| Stazione di Tarvisio Boscoverde       | loc. Nuova Stazione             | Tarvisio                 | UD    | RFI           | ezüst     |
| Stazione di Tricesimo-San Pelagio     | Via S.Pelagio                   | Tricesimo                | UD    | RFI           | bronz     |
| Stazione di Trieste Centrale          | Piazza della Libertà, 8         | Trieszt                  | TS    | Centostazioni | arany     |
| Stazione di Udine                     | Viale Europa Unita              | Udine                    | UD    | Centostazioni | arany     |
| Stazione di Ugovizza-Valbruna         | Via Stazione                    | Malborghetto-Valbruna    | UD    | RFI           | bronz     |
| Stazione di Venzone                   | Viale Stazione                  | Venzone                  | UD    | RFI           | bronz     |